# Fort Hamilton Parkway (stacja metra na West End Line)
Fort Hamilton Parkway – stacja metra nowojorskiego, na linii D. Znajduje się w dzielnicy Brooklyn, w Nowym Jorku i zlokalizowana jest pomiędzy stacjami Ninth Avenue i 50th Street. Została otwarta 24 czerwca 1916.